# Frente Unida para a Mudança Democrática
A Frente Unida para a Mudança (em francês:  Front uni pour le changement; FUC) foi uma aliança rebelde chadiana, fundada em 26 e 28 de dezembro de 2005 em Modeina, no leste do Chade. A coalizão era originalmente conhecida como Frente Unida para a Mudança Democrática (em francês:  Front uni pour le changement démocratique, FUCD).
Essa coalizão de oito grupos rebeldes foi apoiada ou mesmo instigada pelo governo para unificar todos os grupos armados da oposição chadiana que se opõem ao presidente Idriss Déby e colocá-los sob a liderança de seu protegido, Mahamat Nour Abdelkarim.
Em seu auge em abril de 2006, a FUC contava com 6.000 a 7.000 soldados.
Em 12 de abril de 2006, rebeldes da Frente Unida deslocaram-se de suas bases perto da fronteira com o Sudão até a capital do Chade, N'Djamena. Seu ataque à capital, ocorrido antes do amanhecer, foi repelido pelo exército chadiano.
Após o fracasso de sua ofensiva de N'Djaména em abril de 2006, a coalizão começou a se desintegrar.
Em 24 de dezembro de 2006, o presidente do Chade, Idriss Deby Itno, e o líder rebelde Mahamat Nour Abdelkerim assinaram um acordo de paz que finalizou às hostilidades entre o governo chadiano e a Frente Unida para a Mudança. Uma parte substancial das forças comandadas por Abdelkerim foi integrada ao Exército Nacional do Chade durante os três meses subsequentes, mas as facções rebeldes restantes continuaram a lutar contra o governo.  Como parte do acordo, Abdelkerim foi trazido ao governo como Ministro da Defesa em março de 2007. 
Em março de 2007, o núcleo da FUC constituídos pelos tamas, como seu líder Nour, se aliou ao governo do Chade e se tornou uma milícia operando em Dar Tama. No entanto, várias centenas de combatentes voltaram à rebelião. Em 18 de outubro de 2007, combates entre os antigos elementos da FUC e as forças governamentais ocorreram em Goz-Beïda.  Os combates teriam sido precipitados pela falta de vontade desses indivíduos em se desarmarem e se integrarem ao exército, conforme previsto no acordo de paz.  No entanto, esses acabariam juntando-se à União das Forças para a Mudança e a Democracia (UFCD), fundada em 2008.

## Implicações em Darfur
A Frente Unida para a Mudança teria lutado contra rebeldes locais em Darfur, ao lado do exército sudanês.